# ریتا کوبان
ریتا کوبان (انگلیسی: Rita Kőbán؛ زادهٔ ۱۰ آوریل ۱۹۶۵) قایقران کانو اهل مجارستان بود.
وی در مسابقات کشوری و بین‌المللی در مجموع برندهٔ ۱۱ مدال طلا، ۱۳ مدال نقره، ۸ مدال برنز شده‌است.